# Náměstí svobody (Novi Sad)

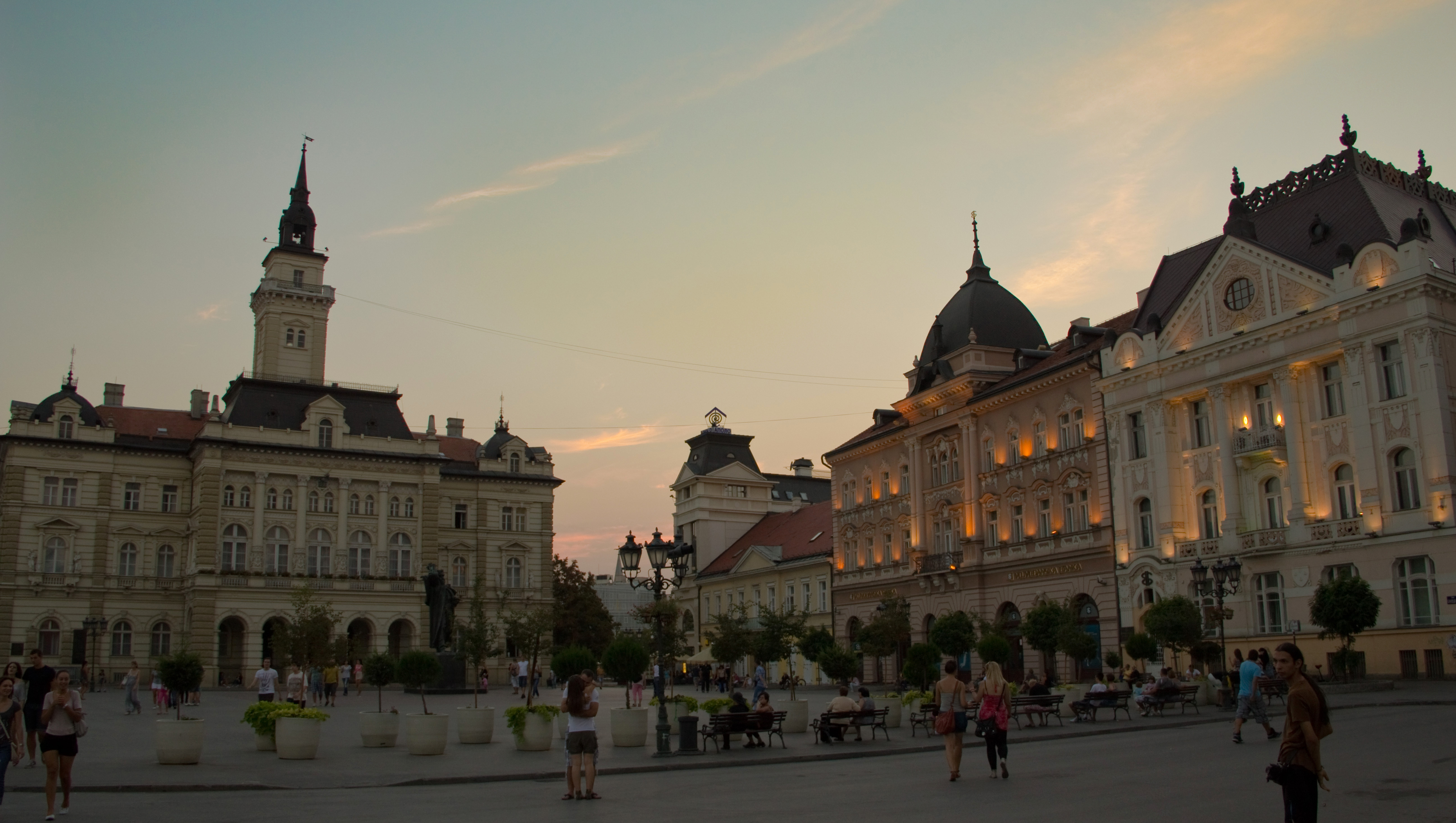
Náměstí ve večerních hodinách

Náměstí svobody (srbsky v cyrilici Трг слободе, v latince Trg slobode, maďarsky Szabadság tér, slovensky Námestie slobody) představuje hlavní náměstí v centru Nového Sadu, hlavního města Vojvodiny, srbské autonomní oblasti.
Náměstí má půdorys nepravidelného čtyřúhelníku se severo-jižní stranou o délce přibližně 60 metrů a západo-východní přibližně 80 metrů. Je dějištěm celé řady společenských akcí, jakými jsou například demonstrace, koncerty, oslavy nového roku či jiné události.
Je obklopeno celou řadou významných budov, jako je např. novosadský magistrát, kostel Jména Panny Marie, Tanurdžićův palác, palác Železný člověk, hotel Vojvodina a další. Ústí do něj celá řada významných ulic (např. Zmaj Jovina, hlavní promenáda centra Nového Sadu) či ulice Modene s parkovou úpravou.
Kromě zmíněného kostela Jména Panny Marie tvoří dominantu náměstí rovněž i socha Svetozara Miletiće od chorvatského sochaře Ivana Meštroviće.
Do roku 1958 jezdily po Náměstí Svobody tramvaje (jedna kolej vedla dnešní ulicí Krále Aleksandra a druhá na Divadelní náměstí. Na Náměstí Svobody poté obě pokračovaly na ulici Zmaj Jovina). V současné době je náměstí upraveno tak, že jeho centrální prostor slouží jako pěší zóna a po okrajích jsou vedeny silniční komunikace.
Náměstí měnilo často název (podobně jako tomu bylo i jinde v Srbsku a dřívější Jugoslávii). Do rozpadu Rakousko-Uherska bylo známo jako Náměstí Františka Josefa (Trg Franjo Josipa), poté Náměstí osvobození (Trg oslobođenja). Během maďarské okupace neslo název Országzászló tér (náměstí Státní vlajky). Současné jméno nese od konce druhé světové války.